# 18335 San Cassiano
18335 San Cassiano è un asteroide della fascia principale. Scoperto nel 1987, presenta un'orbita caratterizzata da un semiasse maggiore pari a 2,5894684 UA e da un'eccentricità di 0,2529563, inclinata di 5,35784° rispetto all'eclittica.